# María Arredondo
María Sødal Arredondo (Vennesla, Noruega, 6 de julio de 1985) es una cantante pop noruega. El apellido Arredondo viene de su padrastro chileno.

## Carrera
María comenzó a cantar temprano en su vida. A la edad de 10 años ya había participado en algunos conciertos locales en su pueblo Vennesla. En marzo de 2003, la joven cantante lanzó su primera producción titulada "María Arredondo" con Universal Music. El álbum fue un éxito en Noruega y obtuvo las más altas puntuaciones posibles del VG, un importante periódico noruego.
En noviembre de 2004, María publicó su segundo álbum: Not Going Under. Con esta nueva producción la artista sacó sus primeros videos musicales. Su tercer disco se tituló Min Jul, luego del cual estuvo alejada de los escenarios un tiempo. Estas tres producciones combinadas vendieron más de 150.000 copias.
En noviembre de 2007 lanzó un nuevo álbum titulado For a Moment. El mayor éxito de esta producción fue Brief and Beautiful, escrito por Hanne Sørvaag y Harry Sommerdahl. De esta canción se hizo una adaptación al español titulada "Fue para los dos", por la cantante española Edurne, más tarde el grupo pop mexicano Timbiriche haría su propia versión de la canción llamada Vuelvo A Comenzar.
En 2007 se reveló que María Arredondo interpretaría a María von Trapp en el musical The Sound of Music, el cual es una gran producción en Noruega.

## Discografía

### Álbumes
- María Arredondo (2003)
- Not Going Under (2004)
- Min Jul (2005)
- For A Moment (2007)
- Sound of Musicals (2008)

### Sencillos
- Can Let Go (2002)
- Just A Little Heartache (2002)
- In Love With An Angel con Christian Ingebrigtsen (2003)
- Hardly Hurts At All (2003)
- A Thousand Nights (2003)
- Mad Summer (2004)
- Burning (2004)
- Cross Every River (2005)
- On Christmas Day (2006)
- Brief And Beautiful (2007)
- Kyrie Eleison (2007)
- For A Moment (2007)